# Okazii.ro
Okazii.ro este unul dintre principalele site-uri de comerț online din România, fiind administrat de Bitfactor S.R.L. 
Lunar, peste 2,5 milioane de români vizitează site-ul Okazii.ro.
Okazii.ro are o echipă de peste 100 de angajați, care își desfășoară activitatea în opt departamente: Programare, Asistență Clienți, SEO, Securitate, Statistică, Marketing, Vânzări și Dezvoltare.

## Istoric
Compania a fost înființată în anul 2000 și este, conform statisticilor Trafic.ro, cel mai mare site de comerț electronic din România.
Începând cu aprilie 2008, Okazii.ro a lansat platforma Magazine Okazii.ro prin care micii comercianți își pot deschide propriul magazin online.
Pe Okazii.ro, în perioada 1-13 noiembrie 2011, s-a desfășurat campania de licitare a mănușilor lui Lucian Bute, devenită cea mai de succes inițiativă de acest gen din istoria site-ului, dar și cea mai vizibilă licitație caritabilă online a anului 2011 în România.
Dacă la finalul anului 2000, pe Okazii.ro, erau doar 5.000 de produse la vânzare, în aprilie 2012, numărul acestora depășea 1,4 milioane.
În primele 9 luni ale anului 2012, românii au preferat telefoanele mobile și smartphone-urile pe Okazii.ro.
Lansarea magazinului Andreea Raicu în cadrul Platformei de Magazine Okazii.ro a avut loc pe 13 martie 2013, marcând prima prezență a unei vedete foarte îndrăgite din România în cadrul unei platforme de e-commerce.
Okazii.ro a împlinit la 15 aprilie 2013, 13 ani de activitate. Povestea celui mai mare site de comerț electronic din România a început în anul 2000, când bicicleta Pegas a unui utilizator din Brașov a fost primul produs vândut. Iar dacă în primul an pe site au fost puse la vânzare aproximativ 5000 de produse, numărul acestora depășește astăzi 2,4 milioane.
Pe 27 ianuarie 2014, CEO-ul Okazii.ro, Radu Sitaru, a prezentat cifrele anului 2013 și estimările pentru 2014.
Februarie 2014: Okazii.ro începe testarea noului algoritm de căutare, Kinetic.
Martie 2014: Okazii.ro lansează cea mai complexă aplicație pentru iPad a unui magazin online românesc.
Aprilie 2015 Okazii.ro si Paravion.ro încheie un parteneriat pentru licitarea pachetelor turistice.
Mai 2015 Okazii.ro si RegistruldeBiciclete.ro încheie un parteneriat pentru creșterea siguranței privind originea produselor.

## Distincții
În anul 2010, revista Business Review nominalizează Okazii.ro la categoria „online project of the year award”, în cadrul Galei Business Review .